# Donall McCusker
Donall McCusker est un producteur de cinéma britannique, ayant travaillé parfois comme producteur exécutif ou comme directeur de production.

## Biographie
Donall McCusker a un diplôme d'ingénieur en électricité, mais commence à travailler pour une série produite par Granada TV. Peu après il produit un téléfilm tourné en Irlande du Nord. Il étudie ensuite la direction de production à la National Film and Television School, même s'il ne croit pas trop au rôle de telles écoles dans ce type de carrière.
Il est membre de la Production Managers Association, association britannique dont il a été président pendant deux ans, et de la British Academy of Film and Television Arts.
Il a participé, avec Khaled Hadad, à la création en Jordanie de Mena Film, une société destinée à faciliter le tournage de films au Moyen-Orient.

## Filmographie

### Cinéma
- 2006 : La Mort du président de Gabriel Range (producteur exécutif)
- 2007 : Battle for Haditha de Nick Broomfield (producteur exécutif)
- 2008 : Démineurs de Kathryn Bigelow (coproducteur)
- 2013 : 45 Minutes to Ramallah de Ali Samadi Ahadi (producteur exécutif)
- 2013 : Last Passenger de Omid Nooshin (producteur exécutif)
- 2014 : En terrain miné de Paul Katis (producteur exécutif)
- 2014 : The Falling de Carol Morley (producteur exécutif)

### Télévision
- 2003 : The Day Britain Stopped (téléfilm) (producteur exécutif)
- 2004 : Sex & Lies (téléfilm) (producteur exécutif)
- 2008 : The Shooting of Thomas Hurndall (téléfilm) (producteur exécutif)
- 2010 : I Am Slave (téléfilm) (producteur exécutif)